# أسماء محمود
أسماء محمود (من مواليد 15 أغسطس 2000)، هي لاعبة كاراتيه مصرية.

## الجوائز
| السنة | المسابقة              | الموقع                 | النتيجة | الفئة      |
| ----- | --------------------- | ---------------------- | ------- | ---------- |
| 2015  | بطولة العالم للكاديت  | جاكرتا                 | 3       | كاتا فردية |
| 2017  | بطولة العالم للناشئين | سانتا كروز دي تينيريفه | 1       | فريق كاتا  |
| 2019  | البطولات الأفريقية    | غابورون                | 3       | فريق كاتا  |
| 2019  | العاب أفريقية         | الرباط                 | 2       | فريق كاتا  |
| 2020  | البطولات الأفريقية    | طنجة                   | 2       | فريق كاتا  |

## مشاركات
حصدت أسماء محمود على ى المركز الثالث عشر في بطولة العالم تحت 21 في عام 2019 في تشيلي، وحصلت الميدالية الذهبية مع الفريق في بطولة العالم للشباب في إسبانيا في عام 2017. وشاركت في بطولة KARATE1 SERIES A في إسطنبول في تركيا في 2019، وشاركت في بطولة العالم للناشئين و CADET تحت 21 سنة 2017 في إسبانيا.

## روابط خارجية
- WKF